# THE BEST History of GARNET CROW at the crest...
《THE BEST History of GARNET CROW at the crest...》为GARNET CROW的第二张精选辑。

## 解説
2010年2月10日发售。继2005年发售的《Best》以来第二张精选辑，为纪念出道10周年而制作。以“初回限定盘（CD3张＋Mini Photobook）”和“通常盘（CD2张）”两种形式发售。全曲根据纽约的工程师Ted Jensen运用了remastering。
2张CD收录了到此时的31单曲和新曲《As the Dew》，其中《不停行走直到你家》《夏之幻》等与《Best》中一样，没有单曲版本（《不停行走直到你家》为Indies专辑《first kaleidscope 〜君の家に着くまでずっと走ってゆく〜》收录版本，《夏之幻》为第一张专辑《first soundscope 〜水のない晴れた海へ〜》收录版本）。
新曲《As the Dew》为《名侦探柯南》的片头曲。到此为止是为《名侦探柯南》演唱歌曲最多的，并且是第一次使用专辑中的歌曲。该曲同时制作了PV，并且收录到同年4月发售的单曲《Over Drive》的初回限定盘DVD中。并且该曲的专辑版本也收录到了同年12月发售的第八张专辑《parallel universe》中。
初回限定盘附加了加价盘的CD三张，以及三侧封面规格的Mini Photobook。在加价盘中，收录了单曲的附属曲和从专辑曲中抽选的15首歌。其中收录了到2005年发表的歌曲，在《Best》中没有被抽选的歌曲。同时，《A crown》为Indies专辑《first kaleidscope 〜君の家に着くまでずっと走ってゆく〜》收录曲，主要作品第一次收录。
作为GARNET CROW的CD作品，此一次在没有在封面个歌词小册子中刊登成员们一切的照片，封面只有简单的专辑的标题。而且，初回限定盘以粉色、通常盘以黑色危及到所设计。在宣传方面，发售日定在2月10日，并且在朝日新闻的版面上刊登了全面的广告。

## 收錄曲目
- 全曲作詞：AZUKI七，作曲：中村由利、編曲：古井弘人（disc3的《Float World》为古井弘人・Miguel Sa Pessoa）。

### disc 1
1. Mysterious Eyes
第一张单曲。读卖电视台・日本电视台动画《名侦探柯南》片头曲。
2. 君の家に着くまでずっと走ってゆく（indies ver.）
第二张单曲的Indies专辑《first kaleidscope 〜君の家に着くまでずっと走ってゆく〜》版本。
3. 二人のロケット
第三张单曲。The MUSIC 272《I'm MUSIC FREAK!》活动主题曲。
4. 千以上の言葉を並べても...
第四张单曲。童夢CM歌曲。
5. 夏の幻（secret arrange ver.）
第五张单曲的专辑《first soundscope 〜水のない晴れた海へ〜》版本。读卖电视台・日本电视台动画《名侦探柯南》片尾曲。
6. flying
第六章单曲。Namco・PlayStation用游戏软件《永恒传奇》主题曲。
7. Last love song
第七张单曲。朝日电视台《北野武的TV擒抱》片尾曲。
8. call my name
第八张单曲。东京电视台动画《PROJECT ARMS》片尾曲。
9. Timeless Sleep
第九张单曲。东京电视台动画《PROJECT ARMS》片尾曲。没有封面等表记，但是收录了2005年发售的《Best》收录的《new recoding》。
10. 夢みたあとで
第十张单曲。读卖电视台・日本电视台动画《名侦探柯南》片尾曲。
11. スパイラル
第十一张单曲。富士电视台《感动Factory SPORT!》主题曲。没有封面等表记，但是收录了2005年发售的《Best》收录的《すぽると! ver.》。
12. クリスタル・ゲージ
第十二张单曲。TBS电视台《pooh!》片尾曲。
13. 泣けない夜も 泣かない朝も
第十三张单曲。朝日电视台《内村Produce》片尾曲
14. 君という光
第十四张单曲。读卖电视台・日本电视台动画《名侦探柯南》片尾曲。
15. 僕らだけの未来
第十五张单曲。富士电视台《感动Factory SPORT!》主题曲。
16. 君を飾る花を咲かそう
第十六张单曲。东京电视台动画《Monkey Turn》片尾曲。

### disc 2
1. 忘れ咲き
第十七张单曲。读卖电视台・日本电视台动画《名侦探柯南》片尾曲。
2. 君の思い描いた夢 集メル HEAVEN
第十八张单曲。东京电视台动画《MÄR 魔法世界》片头曲。
3. 晴れ時計
第十九张单曲。东京电视台动画《MÄR 魔法世界》片头曲。
4. 籟・来・也
第二十张单曲。TBS全国网特别节目《Canon Special 古代发掘神秘秘境亚马逊巨大文明 〜大发现!公元前的遗迹･･･改造大地的梦幻民族〜》主题曲。
5. 夢・花火
第二十一张单曲。东京电视台动画《MÄR 魔法世界》片头曲。
6. 今宵エデンの片隅で
第二十二张单曲。东京电视台动画《MÄR 魔法世界》片尾曲。
7. まぼろし
第二十三张单曲。朝日电视台电视剧《新女科调员》主题曲。
8. 風とRAINBOW
第二十四张单曲《风和彩虹/若是伸出这双手》的第一首歌。东京电视台动画《MÄR 魔法世界》片头曲。
9. この手を伸ばせば
第二十四张单曲《风和彩虹/若是伸出这双手》的第二首歌。东京电视台动画《MÄR 魔法世界》片尾曲。
10. 涙のイエスタデー
第二十五张单曲。读卖电视台・日本电视台动画《名侦探柯南》片头曲。
11. 世界はまわると言うけれど
第二十六张单曲。读卖电视台・日本电视台《名侦探柯南》片尾曲。
12. 夢のひとつ
第二十七张单曲。东京电视台动画《ゴルゴ13》片尾曲。
13. 百年の孤独
第二十八张单曲。全国東宝电影《真救世主传说 北斗神拳ZERO 阿部宽传》主题曲。
14. Doing all right
第二十九张单曲。读卖电视台・日本电视台动画《名侦探柯南》片尾曲。
15. 花は咲いて ただ揺れて
第三十张单曲。TBS全国网《传言的！东京杂志》7月 - 9月片尾曲。
16. As the Dew
新曲。读卖电视台・日本电视台动画《名侦探柯南》片头曲。

### disc 3：Premium disc（初回限定盤）
1. Nora
2. pray
3. 夕立の庭
4. Jewel Fish
5. Marionette Fantasia
6. A crown
7. Float World
8. 恋のあいまに
9. Love is a Bird
10. 向日葵の色
11. Crystal Gauge Crier Girl & Crier Boy 〜ice cold sky〜
12. 巡り来る春に
13. Go For It
14. 失われた物語
15. Rainy Soul

| 动画《名侦探柯南》片头曲 2010年2月6日 - 2010年7月31日 |                            |                                     |
| 前作: 愛内里菜 《MAGIC》                              | GARNET CROW 《As the Dew》 | 次作: 倉木麻衣 《SUMMER TIME GONE》 |